# Kevin Álvarez
Kevin Álvarez (sinh ngày 3 tháng 8 năm 1996) là một cầu thủ bóng đá người Honduras. Anh đại diện Honduras ở giải bóng đá tại Thế vận hội Mùa hè 2016.